# تاكومي ناكامورا
تاكومي ناكامورا (باليابانية: 中村拓海) هو لاعب كرة قدم ياباني في مركز الدفاع، ولد في 2001 في أويتا في اليابان. لعب مع نادي طوكيو.

## وصلات خارجية
- تاكومي ناكامورا على موقع رابطة كرة القدم اليابانية للمحترفين (اليابانية)
- تاكومي ناكامورا على موقع قاعدة بيانات كرة القدم.إي يو (الإنجليزية)
- تاكومي ناكامورا على موقع Soccerway.com (الإنجليزية)
- تاكومي ناكامورا على موقع عالم كرة القدم.نت (الإنجليزية)